# Yoon Mi-rae
Yoon Mi-rae (윤미래?; nata Natasha Shanta Reid, detta Tasha; Texas, 31 maggio 1981) è una cantante statunitense naturalizzata sudcoreana nata da padre afroamericano e madre sudcoreana.
Parlando fluentemente inglese e coreano, Tasha è una delle cantanti hip hop donne che hanno più influenza sulla scena musicale sudcoreana, venendo rinominata perfino Queen of Soul. A causa della sua grande influenza sui giovani, è stata nominata ambasciatrice e portavoce per il DaMoonWha (Organizzazione della Gioventù Multiculturale).

## Carriera
Tasha ha debuttato a soli 16 anni in un gruppo di nome Uptown, abbandonato poi per formare il duo hip hop-R&B Tashannie, insieme ad Annie Lee, nel 1999. Nel 2001 ha lasciato anche il duo per dedicarsi alla carriera solista, nella quale ha debuttato sotto lo pseudonimo di T, vincendo due premi ai prestigiosi Korea Music Awards. Nel 2008, ha vinto nelle categorie Miglior Album R&B/Soul e Miglior Canzone R&B/Soul.
Tasha ha attualmente un contratto con l'etichetta discografica Jungle Entertainment, con la quale ha pubblicato l'ultimo album studio nel 2007.

## Vita privata
Nel giugno 2007 si è sposata in una cerimonia privata con Tiger JK, membro del gruppo Drunken Tiger. L'anno dopo, i due hanno avuto un figlio di nome Jordan.

## Discografia

### Album in studio
- 2001 – As Times Goes By
- 2002 – Gemini
- 2002 – To My Love
- 2007 – Yoonmirae

### Raccolte
- 2003 – Best

### Singoli
- 2008 – Rhapsody part 2 (feat. Tiger JK)
- 2009 – Please Don't Go

### Colonne sonore
- 2013 – Touch Love (Jugun-ui tae-yang OST)
- 2014 – I Love You (Gwaenchanha, sarang-iya OST)
- 2015 – I'll Listen To What You Have To Say (Who Are You: Hakgyo 2015 OST)
- 2016 – Always (Tae-yang-ui hu-ye OST)
- 2016 – Black Happiness (feat. Gye Min-a, Fantastic Duo OST)
- 2016 – You Are My World (Pureun bada-ui jeonseol OST)
- 2017 –Goodbye (feat. Ann, Churieui yeowang OST)
- 2017 – The Sky of My Youth (Choegoui hanbang OST)
- 2019 – My Dream (Shinibsagwan goohaeryung OST)